# Miss Etam
Miss Etam is een Nederlands kledingmerk van Duitse origine. Het moederbedrijf werd in 1916 in Duitsland opgericht onder de naam ETAM. Het Nederlandse bedrijf heeft bestaan van 1923 tot 2021. Vanaf 1974 voerde het Nederlandse bedrijf de naam Miss Etam. Na enkele faillissementen en overnames bestaat het bedrijf sinds 2022 in Nederland alleen nog als webwinkel.
Onder de naam Etam opereert tevens een internationale modeketen van de Etam Groupe, de Franse voortzetting van het oorspronkelijke Duitse bedrijf.

## Geschiedenis

### 1916 - 1940

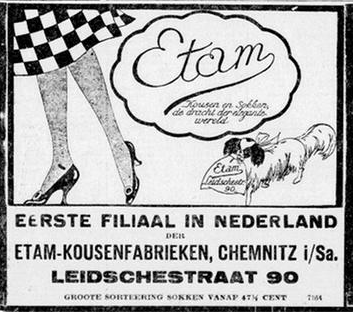
Advertentie uit 1923 voor de eerste ETAM-winkel in Amsterdam.

In september 1916 richtte de Duits-Joodse zakenman Max Lindemann in Chemnitz een kousenfabriek op, een fabriek waarin zijden kousen (panty's) geproduceerd werden. Hij noemde het bedrijf Etablissement Mayer en kortte de naam af tot ETAM. Het motto van deze zakenman was Van Fabriek Aan Publiek. Daarom sloot hij tussenhandel uit en zette hij zelf winkels op, waarvan de eerste op de Friedrichstraße nr. 176 in Berlijn gevestigd werd. Zodra bleek dat dit een groot succes was zocht Lindemann in andere landen partners, om via een franchise-constructie winkels onder de naam ETAM op te zetten. Elke partner zou voor het desbetreffende land een monopolie krijgen op de ETAM-producten, onder de volgende voorwaarden:

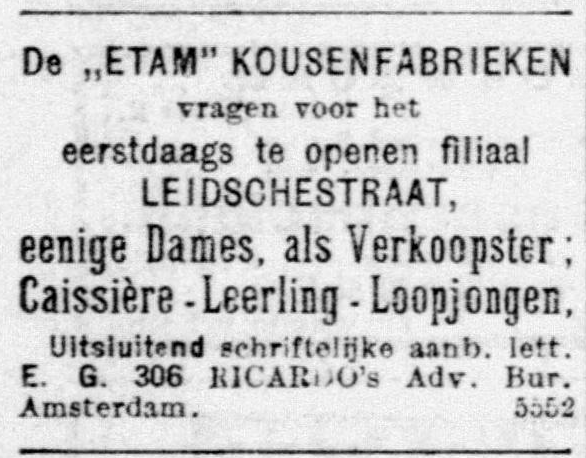
Advertentie voor personeel voor de eerste winkel van ETAM

- Advertentie voor personeel voor de eerste winkel van ETAMde partner stort de helft van het benodigde kapitaal
- Lindemann levert de kousen op bestelling en tegen een aantrekkelijke inkoopprijs
- de naam ETAM mag gebruikt worden, maar blijft eigendom van Lindemann
- de lokale partner is verantwoordelijk voor de eigen bedrijfsvoering
- eventuele winst wordt jaarlijks gelijk verdeeld, óf als dividend, óf als salaris

Na vestigingen in Groot-Brittannië, Argentinië en België volgde Nederland in 1923.
De Nederlandse-Joodse zakenman Julius Korijn (broer van bankier Lodewijk Korijn) is degene die de merknaam en de producten van ETAM mocht gaan verkopen. Op 14 maart 1923 wordt een Naamloze Vennootschap opgericht tussen Julius Korijn en Hedwig Jürgens (namens Lindemann) in de aanwezigheid van Max Lindemann, met de naam Etam Kousenmaatschappij NV.
Een maand later werd op de Leidsestraat 97 in Amsterdam de eerste winkel geopend. In hetzelfde jaar volgde Den Haag met een winkel aan het Noordeinde. In 1924 kwam er een tweede filiaal in Amsterdam op de Kalverstraat 128 – 130, dat tevens het hoofdfiliaal werd. In Rotterdam kwam de winkel op de Boymanstraat 5. In de jaren erna worden op toplocaties in diverse Nederlandse steden filialen geopend.

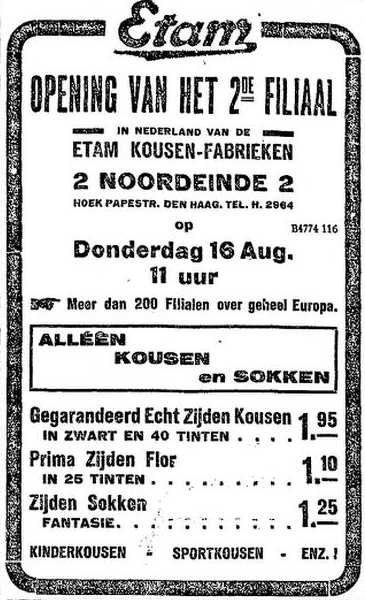
Advertentie voor de opening van het tweede filiaal, in Den Haag

In 1935 opende Korijn in Den Haag ook een confectie-atelier en breifabriek, Van Straten & Boon. Naast een kousenmerk wordt Etam ook een kledingmerk dat naar eigen ontwerp en kleurstelling kleding kan gaan produceren, in eerste instantie onderkleding, nachthemden en pyjama’s. De kousen blijven uit Duitsland komen. Vooral de korte lijn tussen klant en fabriek zorgde voor succes van deze keten: als er veel vraag was naar een bepaald artikel kon de fabriek dit snel leveren.

### 1940 - 1945
Bij het bombardement op Rotterdam worden de twee Rotterdamse vestigingen vernietigd. Een aantal andere filialen wordt gesloten vanwege de oorlog, maar in de acht filialen die open blijven worden recordomzetten gedraaid. De Duitse bezetter stelt voor Etam in Nederland eenVerwalter aan. Julius Korijn en zijn zoon Ed (Eduard Gerard, 1916 – 2009), die inmiddels ook in het bedrijf werkte, worden ontslagen, en de werkmeester van de breierij wordt naar een werkkamp gestuurd. Vanwege de schaarste aan grondstoffen moet het ene na het andere filiaal sluiten. Julius Korijn en zijn dochters Henriette en Wilhelmina worden naar Auschwitz gedeporteerd waar ze op 3 september 1942 vermoord worden. Zijn vrouw Betty van Embden (1885) was al overleden in 1938. Ed Korijn overleeft de oorlog.

### Wederopbouw
Na de oorlog was er nog één filiaal over, in Den Haag op de hoek Spuistraat / Wagenstraat. Samen met Annie van Bruinessen, voormalig directiesecretaresse van Etam en degene die in de oorlog de dagelijkse leiding van Etam had, zorgt Ed Korijn ervoor dat de fabriek weer kan opstarten. Het bedrijf kan bovendien de hand leggen op een grote partij kunstzijden kousen uit Tsjecho-Slowakije, wat zorgt voor een enorme omzet. Vanwege de grote toeloop bij de Etamfilialen is er zelfs politie nodig om de klanten in het gareel te houden. Na de kousen uit Tsjecho-Slowakije volgen nylons uit de Verenigde Staten, en door opnieuw confectiemode toe te voegen aan het assortiment wordt het bedrijf weer opgebouwd. Door het hele land worden winkels op toplocaties geopend, die goed bezocht worden.

### Jaren '70 - 2000

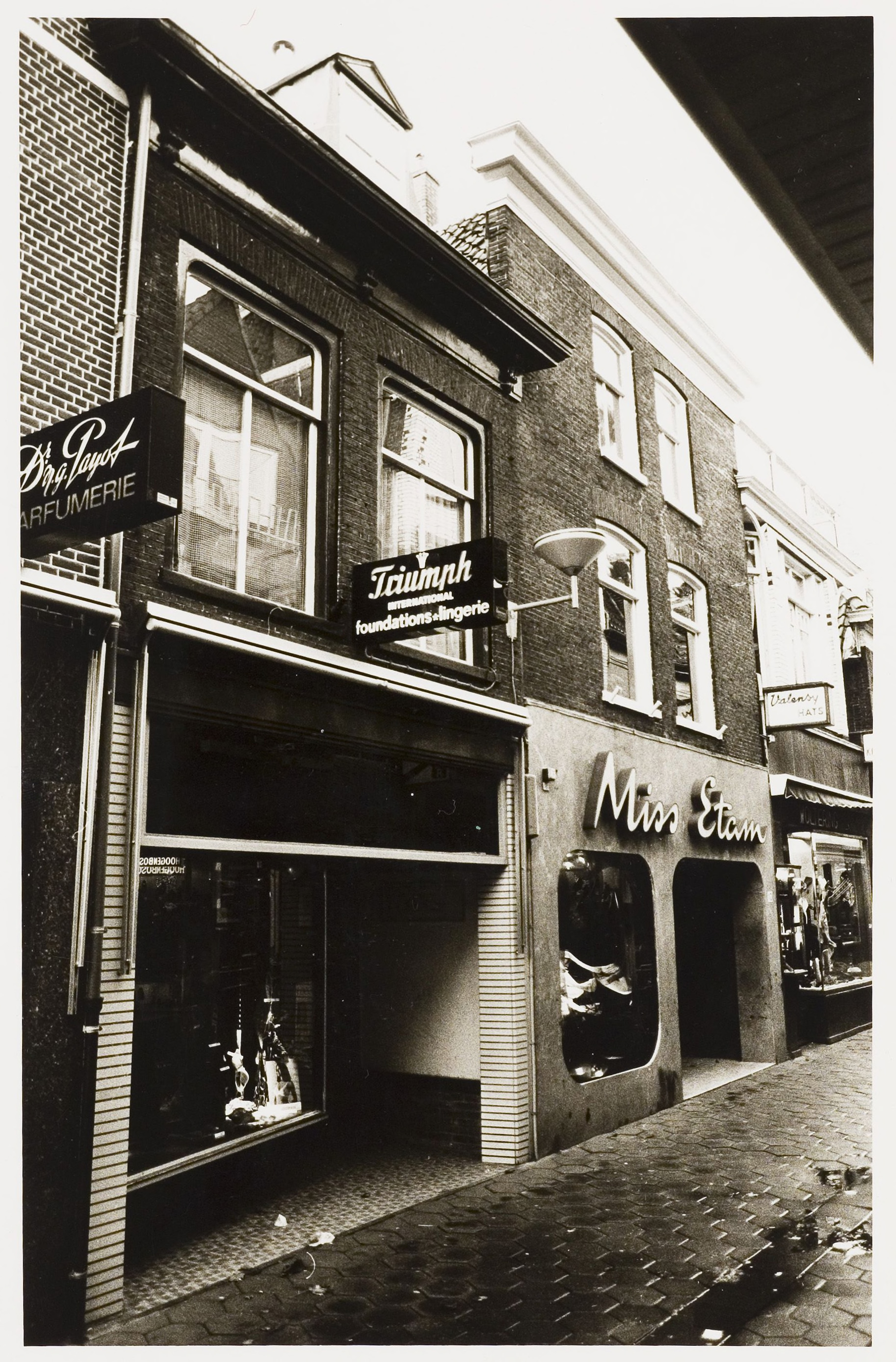
Winkelstraat uit 1974 met Miss Etam.

In de jaren ‘70 treden de zonen van Ed Korijn toe tot de directie van Etam. In 1974 wordt het bedrijf herdoopt in Miss Etam, met als doel een jonger publiek te bereiken. De collectie, die tot dan toe vooral gericht was op oudere dames, wordt geheel vervangen door kleding voor jonge vrouwen. Het hoofdkantoor vestigt zich in Den Haag.
Om snel te kunnen reageren op modetrends wordt de eigen fabriek gesloten en wordt er vanaf halverwege de jaren ’70 ingekocht binnen Europa. Wegens ruimtegebrek in zowel het magazijn als het hoofdkantoor verhuist het bedrijf in 1978 naar Zoetermeer.
Begin jaren ’90 kiest het bedrijf ervoor zich tevens te specialiseren in kleding in grote maten, waarvoor ook Plus-size-winkels worden opgericht. Eind jaren ’90 groeit het aantal winkels hard. Voor kleding in grote maten wordt in 1994 een aparte winkelketen opgericht, Promiss, gericht op de "stijlvolle en actieve Nederlandse vrouw".
Ed Korijn werkte in 1998 nog steeds bij het bedrijf en verzorgde het nawoord in het boek dat vanwege het 75-jarig jubileum werd uitgegeven. Hij overleed op 20 november 2009 en liet drie kinderen na. Ed Korijn was benoemd tot Ridder in de Orde van Oranje Nassau.

### 2000 - 2013
In de eerste 10 jaar van het nieuwe millennium groeit Miss Etam uit tot een van de belangrijkste en populairste modeketens van Nederland. Het bedrijf weet snel in te spelen op trends, en vult de collectie van de 130 winkels dagelijks aan met nieuwe ontwerpen.
Vanaf 2011 is kleding van Miss Etam ook te koop via de website van Wehkamp. In datzelfde jaar wordt ook een eigen webshop gelanceerd, wat een groot succes wordt, mede door het continue aanbod van nieuwe ontwerpen. Het bedrijf lijdt dat jaar echter wel een verlies van € 3,3 miljoen. In 2013 is de webshop een van de hardst groeiende modewebwinkels van Nederland, maar in datzelfde jaar lijdt het bedrijf ook een verlies van €5,6 miljoen.
Het blijkt de ommekeer in een ontwikkeling die tot dan toe alleen bergopwaarts verliep.

### 2013 - 2021

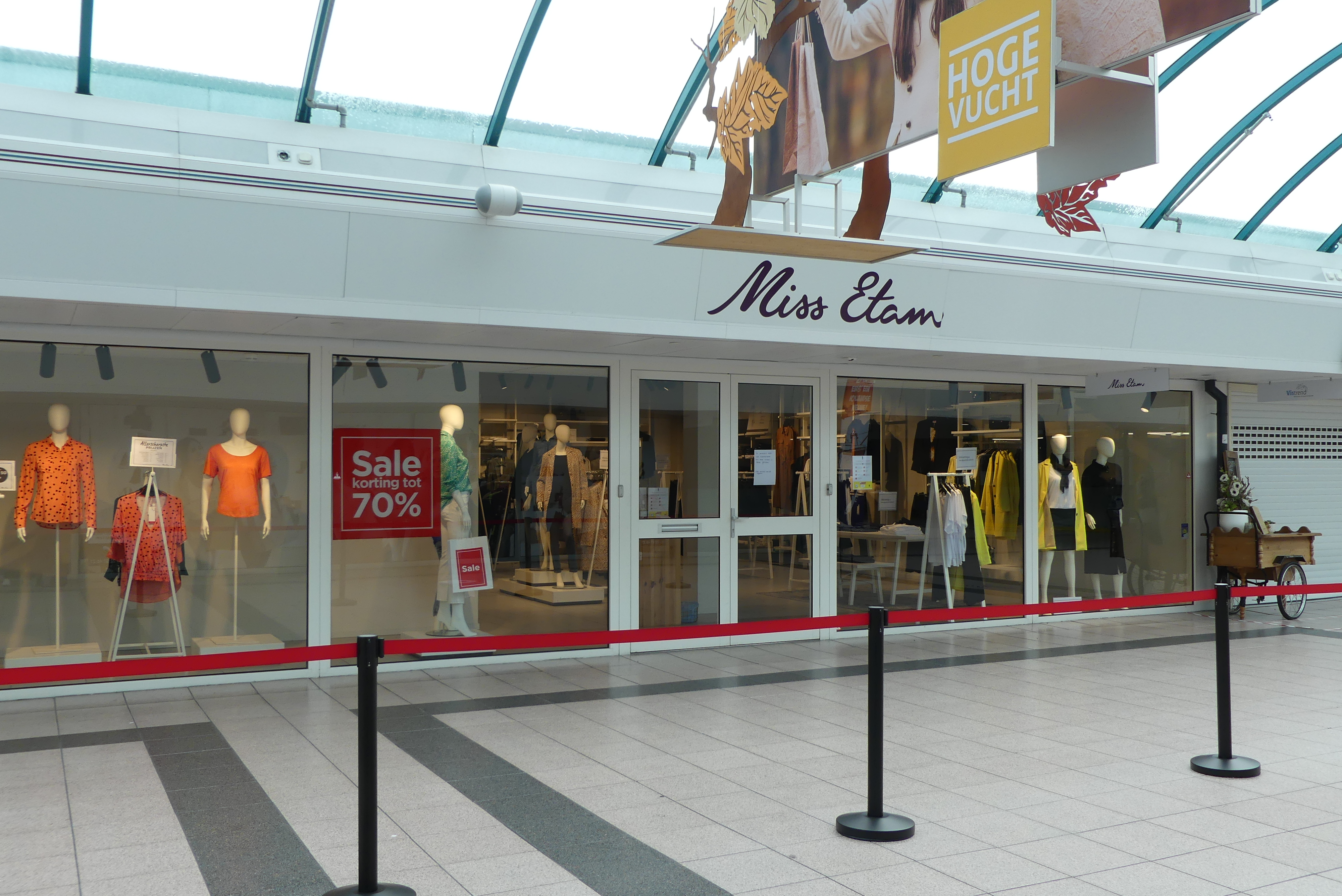

De opkomst van online winkelen zorgt voor een grote verandering in het retail-landschap. Steeds vaker kiest de consument voor online winkels waarin meerdere kledingmerken aangeboden worden, zoals bij Wehkamp en Zalando. Ook worden fast fashion-bedrijven als H&M en Zara, die in hoog tempo nieuwe collecties kunnen aanbieden, grote concurrenten voor kledingbedrijven die dat niet kunnen. In hetzelfde jaar waarin Miss Etam een webshop opent worden 140 werknemers ontslagen. Dit is het begin van een neerwaartse spiraal.

#### Faillissement 2015 en overname
In 2015 gaat de keten failliet, op het moment dat het 200 winkels, 2000 werknemers en een schuld van €35 miljoen heeft. Het bedrijf wordt overgenomen door R&S Retail, dat een jaar later wordt overgenomen door de Belgische FNG Group. Een jaar na de doorstart van Miss Etam gaat in 2016 ook de zusterketen Promiss weer open. Voor even is FNG Group de reddingsboei: in 2019 haalden de ruim 100 winkels van Miss Etam nog een omzet van ruim €100 miljoen. In het najaar van 2019 wordt in Duitsland onder de naam Miss E nog een nieuwe online winkel gestart.
FNG Group blijkt echter een onbetrouwbare eigenaar, die overnames doet met "onduidelijke contracten, schimmige afspraken en mysterieus geschuif met geld en voorraden".

#### Faillissement 2020 en overname
In 2020 gaat FNG Group failliet, en worden de Belgische topman Dieter Penninckx en zijn vrouw Anja Maes gearresteerd. Een onderzoek naar faillissementsfraude volgt: maar liefst 110 miljoen euro blijkt van FNG Group te zijn doorgesluisd naar FIPH, de Nederlandse tak van FNG Group die officieel na de overname de eigenaar was geworden van de Etam Groep.
Op 21 september 2020 koopt 'bedrijvendokter' Martijn Rozenboom van FLV Group voor een bedrag van €7,8 miljoen de Nederlandse tak van de FNG Group, die naast Miss Etam en Promiss bestaat uit de dameskledingzaken Claudia Sträter, Expresso en Steps. Slechts één dag later verkoopt hij Expresso en Claudia Sträter al door aan het Delftse modebedrijf Van Uffelen Groep, waarmee een belangrijke groep Nederlandse confectiebedrijven uit elkaar valt. Ook Promiss wordt spoedig verkocht, en wordt door de Belgische modeketen Paprika als onlinewinkel voortgezet.

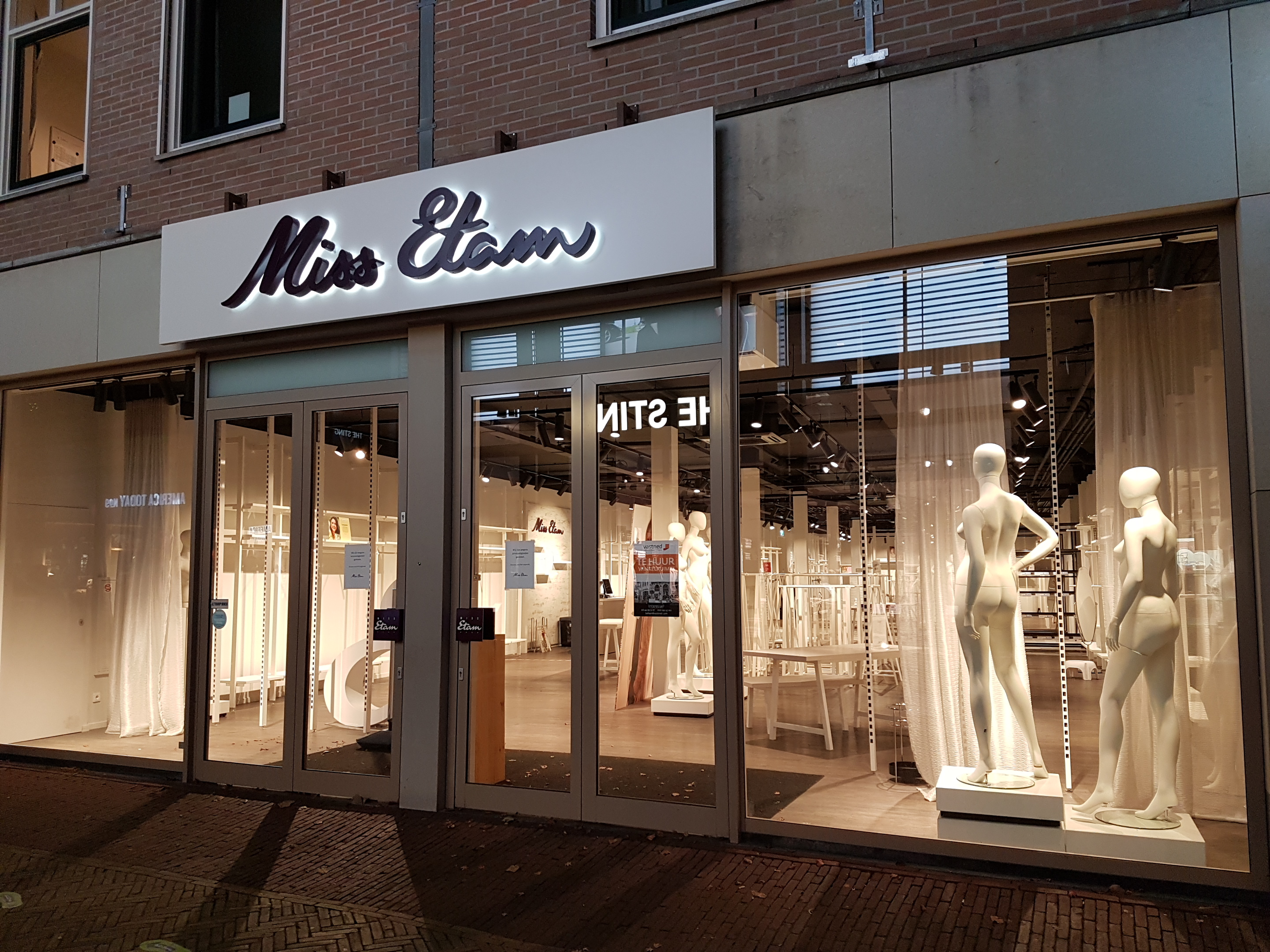
Een lege winkel van Miss Etam na het faillissement in 2020.

De doorstart van Miss Etam, die na 600 ontslagen medewerkers verder gaat met 30 winkels en uitzendkrachten, loopt uit op een chaos. NXT Fashion, de nieuwe holding die onder FLV group valt en daarmee de eigenaar is van Miss Etam, vraagt eind 2020 surseance van betaling aan voor het distributiecentrum en het shared service center. Door de lockdowns wegens de Coronapandemie, waardoor alle omzet van de winkels in één keer wegviel, kunnen deze twee bedrijfsonderdelen niet langer aan hun betalingsverplichtingen voldoen. Uitkeringsinstantie UWV wees bovendien het verzoek voor gebruikmaking van de steunmaatregelen (NOW) af. Nieuwe en doorstartende bedrijven zonder referentieomzet waarop het omzetverlies gebaseerd kon worden, konden geen aanspraak maken op steun van de overheid.

#### Faillissement 2021 en einde
Omdat de werknemers in januari 2021 geen loon meer ontvangen gaat vakbond AVV faillissement aanvragen voor Miss Etam en Steps, wat in februari 2021 door de rechter wordt uitgesproken. Dit tweede faillissement betekent het definitieve einde van de fysieke winkelketen; 340 werknemers verloren hierdoor hun baan. In voorjaar 2021 worden met de inzet van uitzendkrachten in outletwinkels de overgebleven voorraden verkocht tegen stuntprijzen. In een zaak aangespannen door de curator oordeelde de rechter in juli 2024 dat 'bedrijvendokter' Rozenboom persoonlijk aansprakelijk was voor de schuldenlast die na dit 2e faillissement was achtergebleven vanwege onbehoorlijk bestuur. Rozenboom voerde geen deugdelijke administratie en er waren achterstallige betalingen van lonen en pensioenpremies. Hij werd veroordeeld tot betaling van 2 miljoen Euro. Rozenboom ging in hoger beroep.

### 2022 webwinkel
Vanaf voorjaar 2022 komt Miss Etam terug als online winkel, en biedt het kleding aan via een eigen online shop. Oudgedienden Melanie Barneveld en Thomas Zonneveld van Veld & Veld, die in het verleden allebei in het e-commerceteam van Miss Etam werkten en tevens meegingen naar FNG Group, nemen het bedrijf over van FLV Group.

## Geschiedenis Frans-Duitse bedrijf

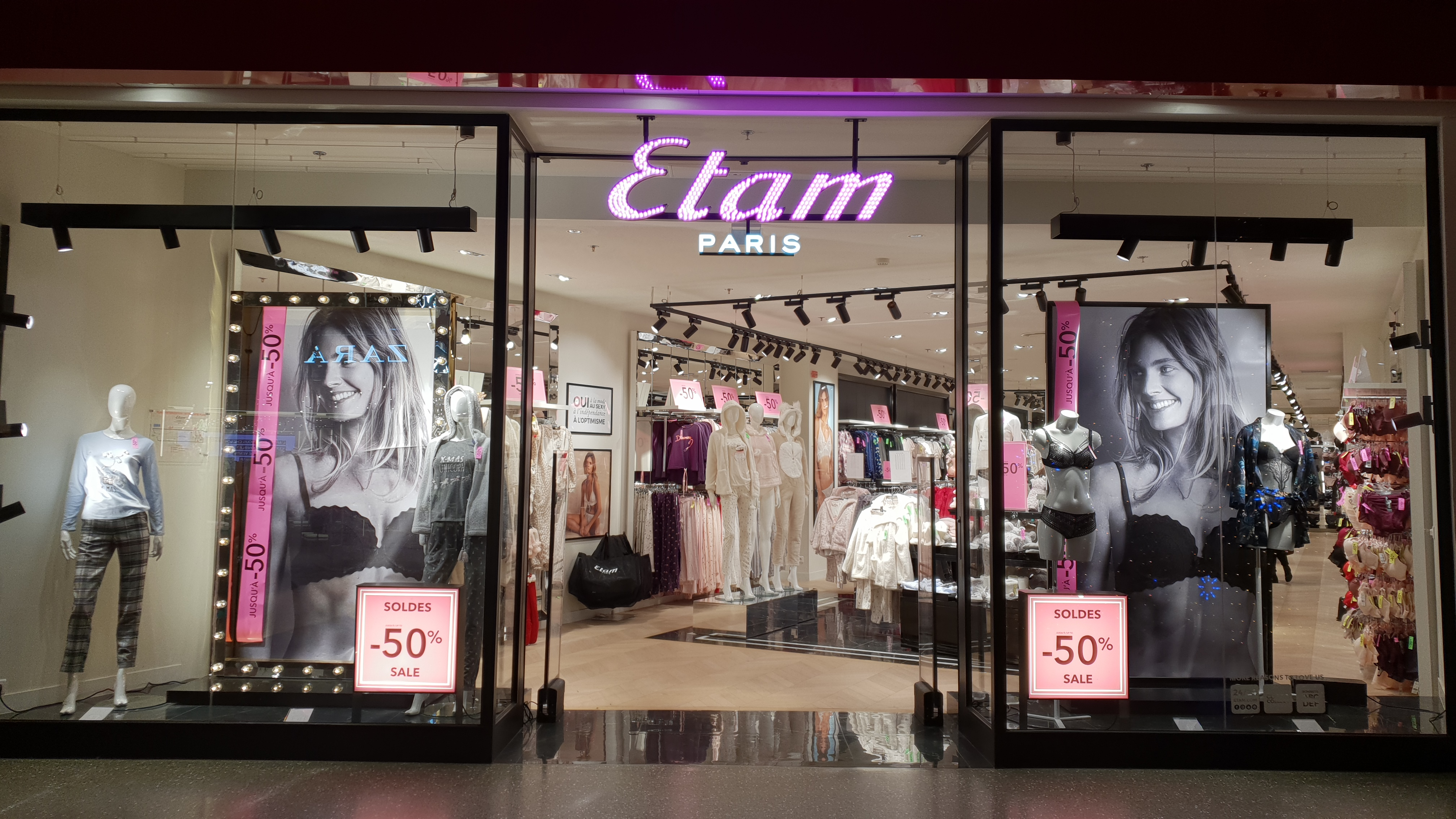
Winkel van Etam Paris in Luik.

Als Max Lindemann in de jaren '20 van de 20ste eeuw winkels in het buitenland wil gaan openen, vindt hij in Frankrijk een partner die op de Rue Saint Honoré 376 in Parijs een winkel vestigt, voornamelijk gericht op lingerie.
In 1937 lijden de Duitse Etamwinkels zozeer onder het door de nazi's gevoerde uitsluitingsbeleid tegen de Joden dat dat uiteindelijk leidt tot de liquidatie van het bedrijf in 1938. Max Lindemann weet het hoofdkantoor van zijn bedrijf naar Frankrijk te verplaatsen.
In 1925 opent in België Martin Milchior een keten lingeriewinkels onder de naam Setamil, gevolgd door winkels in Frankrijk in 1929. Diens zoon Pierre Milchior, die hem opvolgt als directeur van het bedrijf, besluit in 1961 de groep Etam France te benaderen voor een fusie, om zo een sterk lingeriemerk op te zetten onder de naam Etam. Na de fusie wordt in 1963 ook een confectietak toegevoegd (Etam PAP (Prêt-à-porter)). Datzelfde jaar telt de groep al 49 winkels.
In de jaren '70 lanceert Etam het merk Tammy in Groot-Brittannië, bedoeld voor tienermeisjes. In 1998 koopt Etam het Britse bedrijf Etam UK, dat in 1923 ook was ontstaan op initiatief van Max Lindemann. Als deze tak verliesgevend blijkt wordt hij in 2005 verkocht aan de Arcadia Group van de Engelse miljardair Philip Green.
In 1995 bundelt de Etam Groupe de krachten met een Chinese familie om zich in China te vestigen. Wereldwijd volgen winkels in o.a. Japan, Portugal, Tunesië, Bahrein en India, en vanaf 2001 ook webwinkels. De eerste megastores worden geopend, met vloeroppervlakken van gemiddeld 1000 m2. In 2001 wordt in de Rue de Rivoli in Parijs de megastore La Cité de la Femme gevestigd, met een oppervlakte van 4.250 m2 op dat moment de grootste lingeriewinkel in Europa.
Met verschillende merknamen (Etam, Undiz, Maison Cent Vingt-Trois, Livy en Ysé) gericht op verschillende doelgroepen, ontwikkelt de Etam Groupe zich tot de wereldwijd belangrijkste verkoper van lingerie, met een marktaandeel van 16%. Het bedrijf verkocht in 2014 80 miljoen stuks lingerie en confectiekleding (60 miljoen in Europa, 20 miljoen in China), en draaide in datzelfde jaar een omzet van 1,2 miljard euro.
Anno 2022 heeft het bedrijf 1374 winkels in 44 landen.